# Remake & Mix 18 Beon
Remake & Mix 18 번 (Remake & Mix 18 Beon?) è un album di remix del rapper sudcoreano Psy, pubblicato in formato CD+DVD e digitale il 23 luglio 2005.
Il disco contiene alcuni dei brani dei precedenti tre album di Psy realizzati in una nuova versione e degli inediti, tra cui il singolo Father, mentre il DVD immortala il rapper durante un concerto.

## Tracce
CD, download digitale
1. Skit – 0:53
2. 인생극장 - A형 – 4:07
3. 환희 – 5:35
4. 사랑했어요 – 3:24
5. 아버지 – 3:28
6. 사노라면 – 3:59
7. 언젠가는 – 4:09
8. 골목길 (feat. Cho PD) – 3:23
9. 도시인 – 4:36
10. 서른 즈음에 – 4:59
11. 흐린 기억속의 그대 – 4:30
12. 벌써 이렇게 – 3:19
13. 챔피언 – 4:25
14. Life (feat. Cho PD, Lee Ha-neul, JP, Masta Wu) – 3:18
15. Skit - 첩보 – 0:59
16. 인생극장 - B형 – 3:07

DVD
1. Introduction
2. 반말합시다
3. 나쁜년
4. 내 여자라니까
5. 벌써 이렇게
6. Girls (feat. Lexy)
7. 아버지
8. 흐린 기억속의 그대
9. 그대에게
10. 끝
11. 새
12. 낙원
13. 챔피언
14. Credits & Unseen Cuts